# Les Sept Cités d'Atlantis
Pour plus de détails, voir Fiche technique et Distribution.
Les Sept Cités d'Atlantis (titre original : Warlords of Atlantis) est un film britannique de Kevin Connor, sorti en 1978.

## Synopsis
En 1896, le professeur Aitken et son fils Charles partent en expédition sur un navire américain. En compagnie de l'ingénieur Greg Collinson, ils testent une cloche expérimentale inventée par celui-ci. Après avoir échappé à l'attaque d'un monstre marin préhistorique (un bothriolepis), c'est finalement une pieuvre géante qui les entraîne dans les profondeurs, les menant jusqu'à Vaar, l'une des cités enfouies d'Atlantis. Tout l'équipage devient alors les esclaves d'un peuple d'origine extra-terrestre pour combattre des monstres gigantesques qui luttent sans merci contre la cité. Seul l'un d'entre eux sera utilisé à d'autres desseins grâce à son intelligence supérieure...

## Fiche technique
- Titre original : Warlords of Atlantis
- Réalisation : Kevin Connor
- Scénario : Brian Hayles
- Directeur de la photographie : Alan Hume
- Affiche : Yves Thos
- Montage : Bill Blunden
- Musique : Mike Vickers
- Maquillage : Robin Grantham
- Coiffure : Joan Carpenter
- Production : John Dark
- Genre : Film d'action, Film fantastique
- Pays :  Royaume-Uni
- Durée : 96 minutes
- Date de sortie :
  -  États-Unis : 15 mai 1978
  -  France : 12 juillet 1978

## Distribution
- Doug McClure (VF : Philippe Ogouz) : Greg Collinson
- Peter Gilmore (VF : Dominique Paturel) : Charles Aitken
- Shane Rimmer (VF : Edmond Bernard) : le capitaine Daniels
- Lea Brodie (VF : Évelyn Séléna) : Delphine
- Michael Gothard (VF : Bernard Tiphaine) : Atmir
- Cyd Charisse (VF : Jacqueline Cohen) : Atsil
- Daniel Massey (VF : André Falcon) : Atraxon
- Hal Galili (VF : Georges Atlas) : Grogan
- John Ratzenberger (VF : Maurice Sarfati) : Fenn
- Derry Power (en) (VF : Jacques Ferrière) : Jacko
- Ashley Knight (en) (VF : Thierry Bourdon) : Sandy, le mousse
- Donald Bisset (en) (VF : Jean Berger) : le professeur Aitken, père de Charles
- Robert Brown (VF : William Sabatier) : le capitaine Briggs, père de Delphine